# 녹병균

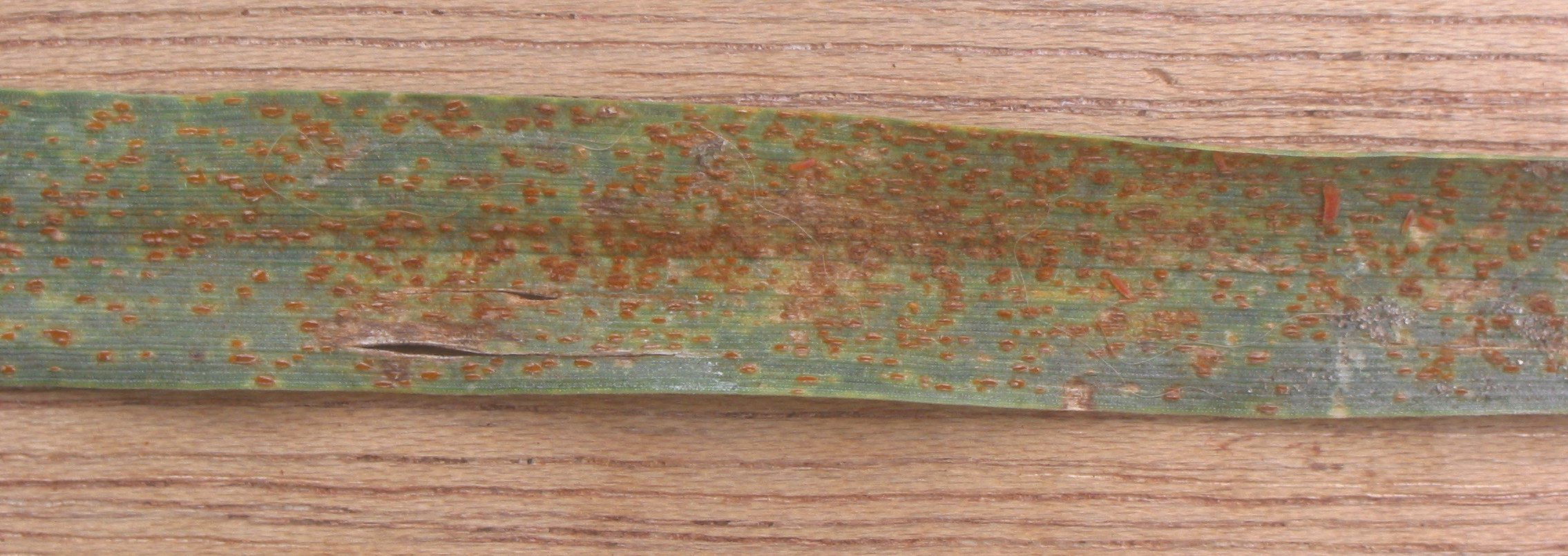

녹병균(－病菌, 영어: rust) 또는 수병균(銹病菌)은 녹병균목(영어: Uredinales)에 속하는 녹병을 일으키는 담자균류이다.
전세계에 150속 6,000여 종이 분포하며 살아있는 식물에만 기생하는 곰팡이이다. 

## 생활환
이중교대성 기생으로 다섯 가지 포자를 만드는 장주기형 생활환을 보낸다. 그 중 담자포자, 녹포자, 여름포자는 식물에 병을 일으킨다.
예를 들어 담자포자가 낙엽성 관목인 매자나무속 식물의 잎에서 균사가 자라나와 1차 균사체를 형성하고 유성생식을 일으켜 정포자를 만든다. 이후 2차 규사체를 생성한다. 잎 겉표면에서 접합이 이루어지면서 상대쪽의 핵을 받아들이고, 잎 아랫면의 조직 속에 생긴 균사 덩어리를 2핵의 상태로 만든다. 여기에서 잔 모양의 녹포자기가 발달하여 표피를 뚫고 입을 열면서 철녹색의 수많은 2핵성 녹포자가 만들어진다. 한편 이것이 싹이 트면 2핵 균사체가 생기며, 이렇게 생긴 녹포자는 밀에 감염을 일으킨다. 밀에서 자라난 균사체는 2핵성 하포자가 되어 무성 생식을 되풀이한다. 그 후 가을이 가까워지면 역시 2핵성 겨울포자가 형성된다. 겨울포자는 이듬해 봄에 싹이 트면 직렬 4실 담자기가 되며, 각 방에는 담자포자가 만들어지게 된다. 이것이 다시 공기 중으로 퍼지게 되면서 매자나무로 넘어가게 되는 순환이 일어난다.

## 종류
- 잣나무 털녹병
- 잣나무 잎녹병
- 소나무 잎녹병
- 소나무 혹병
- 밀 줄녹병
- 밀 붉은녹병
- 밀 줄기녹병
- 향나무 녹병/배나무 붉은별무늬병

## 같이 보기
- 균계
- 러스트 (프로그래밍 언어)